# Ettore Boschi
Ettore Simone Boschi (Moneglia, 23 novembre 1874 – Milano, 18 maggio 1955) è stato un militare e scrittore italiano.

## Biografia
Figlio di Maria Adelaide e dal padre Costantino, ferroviere. La nascita a Moneglia fu casuale e dovuta al lavoro del padre, i genitori erano infatti residenti a Langhirano (PR). A pochi anni si trasferì a Monza dove frequentò le scuole elementari.
A 25 anni sposò Stella Villa dalla quale ebbe 3 figli: Bice, Lorenzo (Renzo) e Luigi Cesare (Gino). Fu subito molto attivo soprattutto in politica, era iscritto al partito Socialista ed era direttore del periodico Socialista “La Brianza” stampato presso la Coop. Tipografica di Monza presso la quale lavorava. Fu inoltre eletto due volte consigliere comunale.
Anche militarmente Boschi si distinse in più occasioni, arruolato negli alpini, a soli 22 anni fu Caporale nella campagna di Eritrea del 1896, La sua passione per l'alpinismo lo portò a far parte del battaglione alpini Autonomo Garibaldi composto da esperti rocciatori e sciatori. Dopo aver abbracciato la causa interventista si arruolò volontario per la prima guerra mondiale durante la quale fu decorato con due medaglie d'argento ed una medaglia di bronzo per meriti di guerra. A Boschi si devono anche molte foto rimaste a testimonianza delle battaglie combattute. La sua passione per l'alpinismo e il suo interesse nei confronti della classe operaia lo portarono a fondare nel 1911 la Uoei con lo scopo di poter dare la possibilità agli operai e alle loro famiglie di abbracciare l'escursionismo che fino a quel momento era riservato a una classe più ricca, allo stesso tempo sperava in questo modo di allontanare queste persone dalle bettole e dall'alcool promuovendo una campagna antialcolista che lo accompagnerà tutta la vita.
Una improvvisa disposizione di legge del governo fascista, impose lo scioglimento dell’U.O.E.I. su scala nazionale con la motivazione che le manifestazioni di questa associazione dovevano essere svolte esclusivamente dalle organizzazioni del regime: la GIL (gioventù italiana del littorio) e dal OND (opera nazionale dopolavoro).
È risultata però ben diversa la vera motivazione dello scioglimento dell’U.O.E.I. da parte del governo fascista che non poteva tollerare la esistenza di una associazione sportiva il cui fondatore e presidente operaio, Ettore Boschi, autentico apostolo della montagna, fosse un socialista il quale non aveva creduto abiurare la sua fede per aderire al regime di un dittatore.
Finita la guerra si avvicinò al fascismo diventando già nel 1919 direttore del giornale “Il Popolo di Monza”, successivamente fu segretario del P.N.F. di Monza e vice segretario, verso la fine del regime, a Milano. Partecipò alla guerra in Africa Orientale e alla guerra di Spagna dove ebbe il grado di “Centurione”, fu congedato nel 1944 col grado di Tenente Colonnello degli Alpini.

## Attività letteraria
Oltre al suo impegno politico e militare Boschi è ricordato per la fitta pubblicazione di piccoli romanzi dedicati ai bambini, firmati con lo pseudonimo di “Nonno Ebe” e pubblicati tra il 1926 e la fine degli anni ‘30 per la casa editrice “Il Cartoccino” diretta dai figli Lorenzo e Luigi e famosa in tutta Italia anche per i giocattoli in cartoncino pieghevole che produceva. Nei suoi racconti Boschi trae spunto dalle fiabe classiche e dal mondo delle fate e dei folletti, e a questi unisce elementi della sua formazione socialista e della sua passione per l'alpinismo. Oltre a questo continua a combattere la sua campagna antialcolica dipingendo i vizi dell'uomo come fate cattive dalle quali stare lontani. Il suo romanzo più famoso è Cartoccino volontario di guerra in cui è raccontata sotto forma di fiaba la sua esperienza militare sui ghiacciai dell'Adamello.  Altro racconto da citare è “I Figli di Fata Campagnola” nel quale Boschi cita esplicitamente la nostra U.O.E.I. raccontando le avventure di due piccoli fratelli in viaggio per l'Italia sempre pronti ad aiutare il prossimo.
Morì a Milano il 18 maggio 1955 all'età di quasi 81 anni e venne sepolto al Cimitero Maggiore, ove i resti sono poi stati raccolti in una celletta.